# Adem Demaçi
Adem Demaçi (* 26. února 1936, Priština – 26. července 2018) byl kosovskoalbánský spisovatel, aktivista, politik a v době existence socialistické Jugoslávie také politický vězeň. Média ho někdy označovala za balkánského nebo kosovského Mandelu.
Jako sympatizant Envera Hodži a kritik jugoslávského režimu na konci 50. let 20. století byl zatčen a odsouzen nejprve ke třem, a později k dalším deseti a patnácti letům odnětí svobody. Ve vězení tak strávil přes dvacet let. V roce 1990 byl v souvislosti s koncem monopolu moci Svazu komunistů Jugoslávie propuštěn na svobodu. Roku 1991 získal Sacharovovu cenu za svobodu myšlení. V téže době se stal předsedou Výboru lidských práv Kosova. Na konci 90. let blízce spolupracoval i s Kosovskou osvobozeneckou armádou, byť ještě do počátku 90. let tvrdě odmítal násilí.[zdroj?]
Účastnil se rozhovorů na zámku Rambouillet v roce 1999, které byly posledním pokusem, jak odvrátit vojenskou intervenci v Jugoslávii, popřípadě v Kosovu. Zastupoval kosovskoalbánskou stranu.
Poté, co bylo Kosovo dáno pod správu OSN (UNMIK) pracoval v místním rozhlase a politicky spolupracoval s hnutím Vetëvendosje!. Také podporoval sjednocení Kosova s Albánií.